# Franz Prettenthaler
Franz Prettenthaler (* 1972) ist Sozialwissenschaftler und Direktor des Zentrums für Klima, Energie und Gesellschaft LIFE der Joanneum Research in Graz.

## Karriere
Prettenthaler studierte an der Universität Graz Umweltsystemwissenschaften im Fachschwerpunkt Volkswirtschaft und hält Diplome aus Philosophie der University of St Andrews sowie der Finanzwissenschaften der Universität Cergy-Pontoise. Seine Dissertation hatte die Dynamische Konsistenz von individuellen und kollektiven Entscheidungen unter Risiko zum Thema. Seit 2002 ist Prettenthaler am Zentrum für Wirtschafts- und Innovationsforschung (vormals Institut für Technologie- und Regionalpolitik) der Joanneum Research tätig und hatte 2005-06/2010 die Leitung des Grazer Büros inne, von 7/2010 bis 2015 Leiter der Forschungsgruppe Regionalpolitik, Risiko- und Ressourcenökonomik, seit 2016 ist er Direktor des LIFE - Joanneum Research Zentrums für Klima, Energie und Gesellschaft.
Einschlägige Arbeiten zur Reform des Risikotransfersystems für Naturgefahren in Österreich, der breiten Öffentlichkeit wurde er 2009 durch die Idee eines Transferkontos bekannt.